# Bitwa pod Ziabkami (1919)

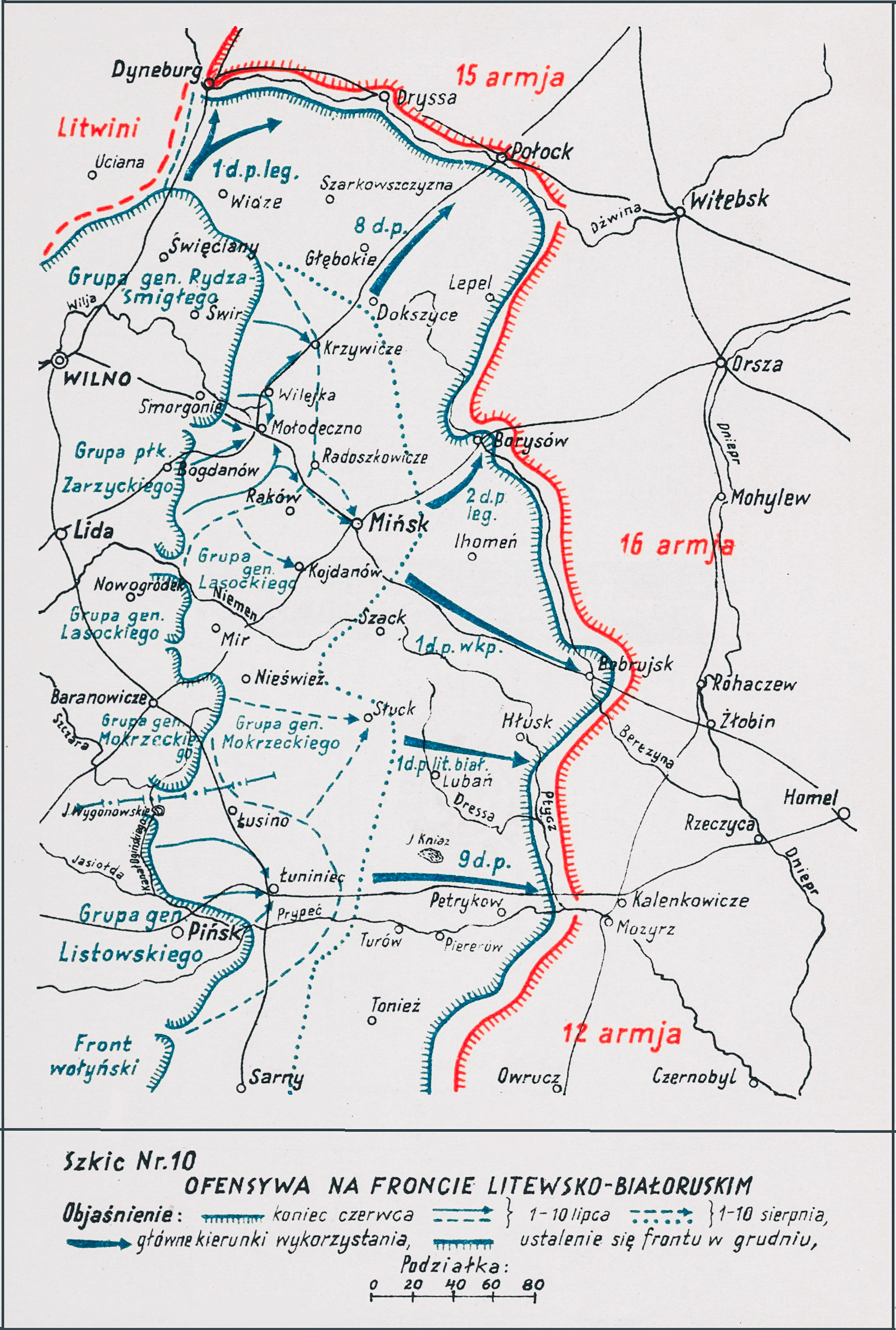
Adam Przybylski,
Wojna polska 1918–1921

Bitwa pod Ziabkami – walki oddziałów polskiej 1 Dywizji Piechoty Legionów z jednostkami sowieckimi toczone w pierwszym roku wojny polsko-bolszewickiej.

## Geneza
W drugiej połowie lipca 1919 Naczelne Dowództwo WP zakończyło prace nad planem szeroko zakrojonej operacji zaczepnej, której celem było opanowanie Mińska, Borysowa, Bobrujska i oparcie frontu o linię rzek Dźwiny i Berezyny.
W rozkazie operacyjnym Frontu Litewsko-Białoruskiego z 3 sierpnia 1919 przewidziano, że natarcie na Mińsk ubezpieczą na lewym skrzydle oddziały 1 Dywizji Piechoty Legionów w rejonie Mołodeczna, Wilejki.
Po zajęciu Mińska zaistniała możliwość kontynuowania przez wojska Frontu Litewsko-Białoruskiego działań zaczepnych.
W ostatniej dekadzie sierpnia 1 Dywizja Piechoty Legionów gen. Edwarda Śmigłego-Rydza otrzymała rozkaz obsadzenia południowego brzegu Dźwiny pod Dyneburgiem i opanowania tego miasta.

## Walczące wojska
| Jednostka                             | Dowódca                  | Podporządkowanie          |
| Wojsko Polskie                        |                          |                           |
| 1 Dywizja Piechoty Legionów           | gen. Edward Śmigły-Rydz  | Front Litewsko-Białoruski |
| ⇒ 1 pułk piechoty Legionów            |                          |                           |
| → II/1 pułku piechoty Legionów        |                          |                           |
| ― 6/1 pułku piechoty Legionów         | ppor. Franciszek Sobolta |                           |
| ⇒ 5 pułk piechoty Legionów            | mjr Stefan Dąb-Biernacki |                           |
| → I/5 pułku piechoty Legionów         |                          |                           |
| ― 2/5 pułku piechoty Legionów         |                          |                           |
| ― 3/5 pułku piechoty Legionów         |                          |                           |
| → pluton telegraficzny 5 pp Leg.      |                          |                           |
| ⇒ kompania techniczna 33 pp           |                          |                           |
| ⇒ 3 bateria 1 pułku artylerii polowej |                          |                           |
| ⇒ pluton artylerii                    |                          |                           |
| Armia Czerwona                        |                          |                           |
| ⇒ 17 Dywizja Strzelców                |                          | 15 Armia                  |
| → 153 pułk strzelców                  |                          |                           |

## Walki pod Ziabkami
W sierpniu 1919 wojska polskie kontynuowały natarcie w kierunku Połocka i Dyneburga. W ramach Grupy „Wschód" sformowano grupę mjr. Stefana Dęba-Biernackiego w składzie: II batalion 1 pułku piechoty Legionów, I/5 pułku piechoty Legionów, 3 bateria 1 pułku artylerii polowej Legionów, półkompania techniczna 33 pułku piechoty i pluton telefoniczny 5 pp Leg. W sumie grupa liczyła około 1800 żołnierzy, 32 ciężkie karabiny maszynowe i 6 dział.
20 sierpnia 1919  grupa starła się z sowieckim 153 pułkiem strzelców i po krótkiej walce zajęła Dokszyce.
Tu mjr Dąb-Biernacki otrzymał kolejny rozkaz. Zadaniem grupy było osiągnięcia linii Soszy.
21 sierpnia o świcie rozpoczęto marsz. Po drodze podejmowano próby pobicia mniejszych oddziałów sowieckich. W Justjanowie wzięto duży tabor nieprzyjacielski. Przeciwnik, tocząc drobne walki, wycofywał się w sposób uporządkowany w stronę Połocka.
Wobec bezskuteczności dotychczasowych działań, mjr Dąb-Biernacki postanowił ruszyć skrajem bagien Berezyny i puszczy nad Soszą, przesunąć się skrycie między jeziorami Szo i Dołhem, wymijając lewe skrzydło nieprzyjaciela, uderzyć od północnego wschodu i opanować stację Ziabki. W ten sposób zamierzał odciąć drogę odwrotu sowieckim oddziałom obsadzającym przesmyki między jeziorami. Nad ranem 22 sierpnia kolumna osiągnęła tor kolejowy między wsiami Skrzypczyzna i Kuholówka. Dwie kompanie pozostały do osłony taborów.
Od wziętych po drodze jeńców dowiedziano się, że na stacji w Ziabkach stoją transporty kolejowe, silne oddziały piechoty i sztaby.
Po dotarciu pod stacje mjr Dąb-Biernacki dysponował czterema kompaniami i trzema działami. Polacy w kilkunastu miejscach wysadzili granatami tory. Wybuchy zaalarmowały przeciwnika i zanim polski oddział przegrupował się do natarcia, od strony stacji nadjechał pociąg pancerny. Skuteczną walkę z nim podjęła polska artyleria.
Atakowała też sowiecka piechota. Została odparta ogniem kompanii 5 pułku piechoty Legionów i powróciła do Ziabek.
W ślad za wycofującymi się Sowietami uderzyły pododdziały polskiej grupy taktycznej. W pierwszym rzucie atakowały dwie kompanie 5 pp leg. oraz 6/1 pp Leg. podporucznika Sobolty wspierane ogniem trzech dział.
Wejście na tor kolejowy i natarcie od północo-wschodu na dworzec siłami 2. 3 kompanii przy współdziałaniu na skrzydle kompanii 1 pp Leg. wprowadziło u nieprzyjaciela całkowite zamieszanie. Nie powiódł się też sowiecki kontratak. Po krótkiej strzelaninie Polacy opanowali stację, a zdemoralizowane pododdziały sowieckiej piechota i załogi dwóch pociągów pancernych złożyły broń.

## Bilans walk
Walki pod Ziabkami zakończyły się sukcesem grupy taktycznej mjr. Dęba-Biernackiego. Osiągnięto go dzięki dużemu wysiłkowi marszowemu polskiej piechoty, która w ciągu doby przebyła około sześćdziesiąt kilometrów i całkowicie zaskoczyła przeciwnika. Polacy wzięli do niewoli 550 jeńców, zdobyli 7 dział, 2 pociągi pancerne, 20 ciężkich karabinów maszynowych i kilka pociągów wyładowanych sprzętem i zapasami. Sukces przypłacono to stratą 4 rannych i jednego zaginionego.